# Jiang Shenglong
Jiang Shenglong (en chino tradicional, 蔣聖龍; en chino simplificado, 蒋圣龙; pinyin, Jiǎng Shènglóng; Nankín, Jiangsu, 24 de diciembre de 2000) es un futbolista chino que juega en la demarcación de centrocampista para el Shanghái Greenland Shenhua de la Superliga de China.

## Selección nacional
Hizo su debut con la selección absoluta de China el 20 de julio de 2022 contra Corea del Sur en un partido del Campeonato de Fútbol de Asia Oriental de 2022 que finalizó con un resultado de 0-3 a favor del combinado surcoreano tras los goles de Cho Gue-sung, Kwon Chang-hoon y un autogol de Zhu Chenjie.

## Clubes
| Club                                   | País  | Año       | Partidos | Goles |
| -------------------------------------- | ----- | --------- | -------- | ----- |
| Shanghái Greenland Shenhua             | China | 2018-2020 | 25       | 2     |
| Tianjin Jinmen Tiger (cedido)          | China | 2020      | 6        | 0     |
| Chongqing Liangjiang Athletic (cedido) | China | 2021      | 19       | 0     |
| Shanghái Greenland Shenhua             | China | 2022-     | 110      | 8     |

## Palmarés

### Títulos nacionales
| Título             | Club                       | País  | Año  |
| ------------------ | -------------------------- | ----- | ---- |
| Copa FA de China   | Shanghái Greenland Shenhua | China | 2019 |
| Copa FA de China   | Shanghái Greenland Shenhua | China | 2023 |
| Supercopa de China | Shanghái Greenland Shenhua | China | 2024 |
| Supercopa de China | Shanghái Greenland Shenhua | China | 2025 |